# کودتای بونکیو

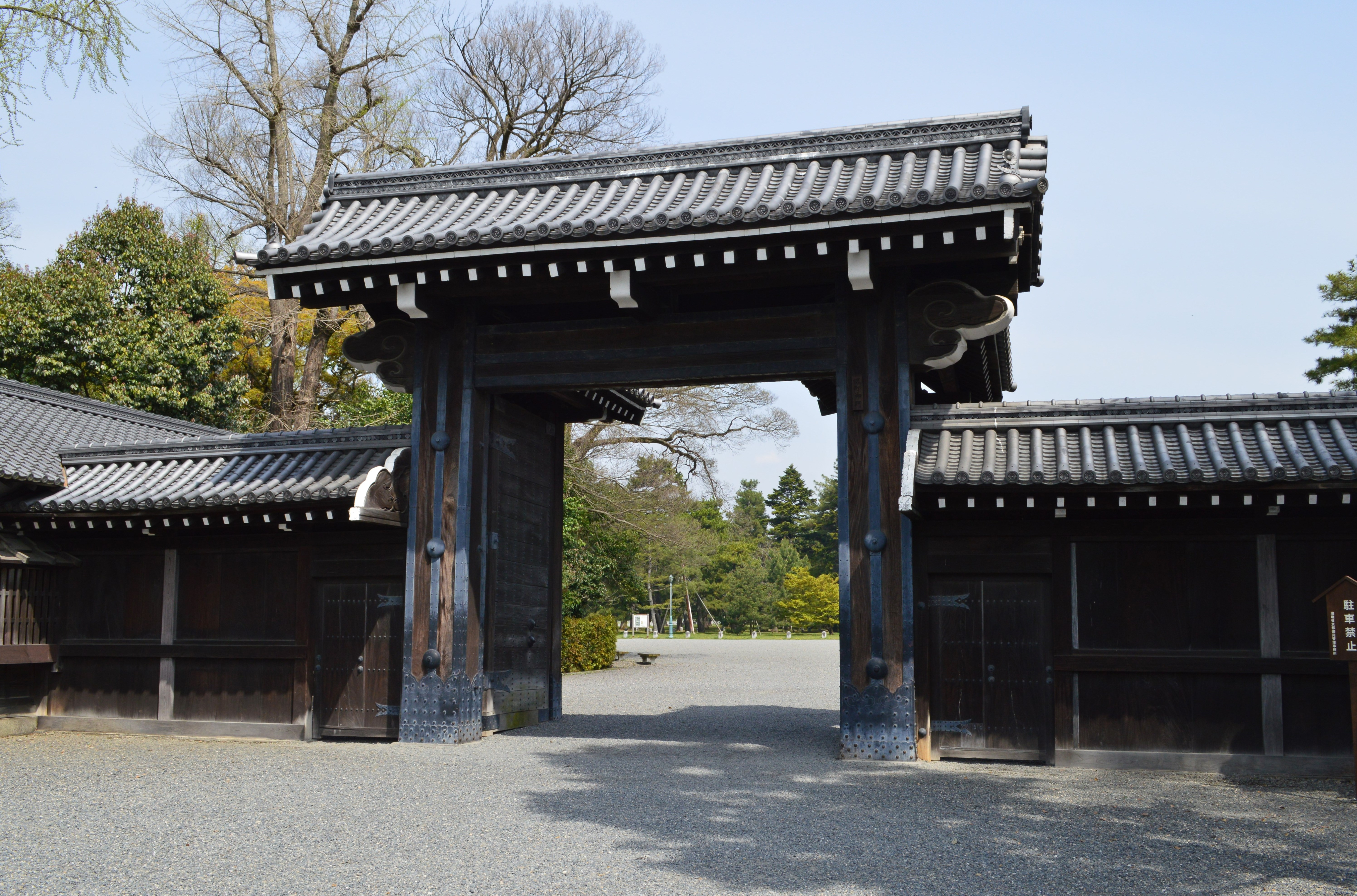
دروازه ساکای‌ماچی، در روز ۳۰ سپتامبر ۱۸۶۳، ۹ دروازه کاخ امپراتوری کیوتو بر روی شخصیت‌های جناح تندرو طرفدار اخراج بیگانگان از ژاپن بسته شد.

کودتای بونکیو یاتغییر سیاسی روز هیجدهم ماه هشت (به ژاپنی: 八月十八日の政変)، ضد کودتا و حادثه‌ای سیاسی بود که در هیجدهم ماه هشت از سال سوم بونکیو (دوره) مطابق با ۳۰ سپتامبر ۱۸۶۳ در کیوتو به وقوع پیوست. در این حادثه طرفداران رهبری مشترک دربار و شوگون‌سالاری (اتحاد بین دربار و شوگون‌سالاری) که شامل امپراتور کومی، شاهزاده کونی آساهیکو، قلمروی آیزو و همچنین قلمروی ساتسوما بودند، جناح تندرو طرفدار نظریه اخراج اجنبی شامل بخشی از اشراف به رهبری سانجو سانه‌تومی و قلمروی چوشو را از انجام کودتا در کیوتو بازداشتند و از دنیای سیاست در کیوتو بیرون راندند.
در روز ۳۰ سپتامبر ۱۸۶۳، ۹ دروازه کاخ امپراتوری کیوتو توسط طرفداران رهبری مشترک دربار و شوگون‌سالاری (اتحاد بین دربار و شوگون‌سالاری) بر روی شخصیت‌های جناح تندروی طرفدار اخراج اجنبی بسته شد و از ورود آنان به جلسه دولت که در کاخ برگزار می‌شد جلوگیری شد.

## بررسی اجمالی
ورود دریاسالار پری در سال ۱۸۵۳ (کای ۶)، ژاپن مجبور شد بین گشودن درهای خود به روی کشورهای خارجی یا منزوی ماندن و اخراج قدرت‌های خارجی یکی را انتخاب کند. سپس شوگون‌سالاری ادو بدون اخذ مجوز امپراتوری (اجازه امپراتور) یک معاهده تجاری با آمریکا منعقد کرد و بدین ترتیب کشور را از حالت انزواطلبی خود خارج کرد.
با این حال، افرادی نیز بودند که از کشورگشایی خوشحال نبودند و نماینده‌ترین آنها نیروهای افراطی قلمرو چوشو بودند. آنها حمایت از شوگون‌سالاری ضعیف ادو را رها کرده و برای ایجاد یک دولت قوی با محوریت دربار امپراتوری و اخراج نیروهای خارجی از کشور نقشه کشیده بودند. این فرقه «سوننو جوئی» نام داشت.
در ۱۴ اوت قمری ۱۸۶۲ (بونکیو ۲)، طایفه چوشو از دربار امپراتوری درخواست کرد تا نظرات دربار را در مورد این موضوع جمع‌آوری کند، زیرا آنها می‌خواستند بربرها را اخراج کنند. دربار امپراتوری به خواسته‌های امپراتور صد و بیست و یکم، امپراتور کومی، که در ابتدا از بیگانگان بیزار بود، احترام گذاشت و اعلام کرد که برای اخراج بربرها تلاش خواهد کرد. در ۱۲ اکتبر قمری، سنجو سانه‌تومی، اشراف‌زاده دربار و دیگران به عنوان فرستادگان امپراتوری (پیام‌آور امپراتور) به شوگون‌سالاری ادو سفر کردند و از چهاردهمین شوگون‌سالاری ادو، توکوگاوا ایموچی، خواستند که اخراج بیگانگان را انجام دهد. برای دولت غیرممکن بود که پس از تصمیم‌گیری در مورد سیاست گشودن کشور، آن را لغو کند، اما توکوگاوا ایموچی که در آن زمان تنها ۱۷ سال داشت، قول داد که بربرها را بیرون کند. تاکاسوگی شینساکو از خاندان چوشو و افرادش از این موضوع خوشحال شدند و مرتکب اعمال خشونت‌آمیزی مانند حادثه آتش‌زدن سفارت انگلستان در گوتنیاما (بخش شیناگاوا امروزی، توکیو) در نیمه شب ۱۲ اکتبر شدند.
در ۴ مارس قمری ۱۸۶۳ (بونکیو ۳)، سال بعد، توکوگاوا ایموچی وارد کیوتو شد و با امپراتور کومی دیدار کرد. پیش از آن، توکوگاوا ایموچی با سنجو سانتومی، اشراف‌زاده دربار، ملاقات کرد که با اصرار از او خواست تا ضرب‌الاجل اخراج بربرها را تعیین کند، که توکوگاوا در پاسخ گفت که این ضرب‌الاجل ۲۳ آوریل خواهد بود. البته، این فقط یک ترفند موقت بود.
بعداً، در ۱۸ آوریل، توکوگاوا ایموچی سعی کرد به اوساکا (شهر اوساکای امروزی، استان اوساکا) برود، زیرا شایعاتی مبنی بر اینکه نیروهای بریتانیایی به تلافی حادثه ناماموگی (در تاریخ ۱۴ سپتامبر، سال ۱۸۶۲، حادثه‌ای که در آن یک مرد بریتانیایی که رژه یک ارباب فئودال را مختل کرده بود، درجا کشته شد) که سال قبل در سال ۱۸۶۲ رخ داده بود (بونکیو ۲) شنیده بودند، وجود داشت. با این حال، وقتی امپراتور کومی این را شنید، خشمگین شد و از توکوگاوا ایه‌موچی در مورد کاری که درست قبل از شروع اخراج خارجی‌ها انجام می‌داد، سؤال کرد.
در پاسخ به خشم امپراتور کومی، مقام‌های ارشد شوگون‌سالاری ادو چنان ترسیده بودند که جلسه‌ای برگزار کردند و به دربار امپراتوری قول دادند که قطعاً اخراج خارجی‌ها را از دهم ماه مه آغاز خواهند کرد. وان اجازه‌ای از سوی شوگون‌سالاری ادو برای بیرون راندن بربرها تلقی می‌کردند، در ۱۰ مه حملات بی‌هدفی را به کشتی‌های خارجی که از تنگه شیمونوسکی عبور می‌کردند، آغاز کردند. آنها ابتدا به یک کشتی بخار آمریکایی حمله کردند، سپس در ۲۳ام یک کشتی فرانسوی و در ۲۶ام یک کشتی هلندی را بمباران کردند. هیچ یک از این حملات قصد درگیری نداشتند و کشتی‌های مقابل به سادگی فرار کردند، اما خاندان چوشو بسیار راضی بود.
اما این پایان قدرت عظیم آنها بود. در اول ژوئن، کشتی جنگی آمریکایی "وایومینگ" در تنگه کانمون (تنگه جداکننده هونشو و کیوشو) ظاهر شد و به سرعت سه کشتی قبیله چوشو را غرق کرد و توپخانه‌های زمینی را نابود کرد. در 5 ژوئن، کشتی‌های جنگی فرانسوی "تانکرد" و "سمیرامیس" توپخانه مائدا (قلعه ای با توپخانه) را در ورودی تنگه کانمون بمباران کردند و همچنین روستای مائدا (مائدای امروزی، شهر شیمونوسکی، استان یاماگوچی) اطراف آن را به آتش کشیدند (جنگ باکان جوی).
در همین حال، در تلافی حادثه ناماموگی، بریتانیا در ۲۲ ژوئن هفت کشتی جنگی، از جمله کشتی یوریالوس، را به کاگوشیما اعزام کرد و در ۲ ژوئیه، زمانی که مذاکرات صلح با قلمرو ساتسوما (شهر کاگوشیما امروزی، استان کاگوشیما) شکست خورد، بمباران کاگوشیما را آغاز کرد. این امر خسارات سنگینی به نیروهای بریتانیا وارد کرد و دو طرف در نهایت به تساوی رسیدند ( جنگ انگلیس و ساتسوما ).
امپراتور کومی از شنیدن خبر این دو نبرد بسیار خوشحال شد و در ۶ ژوئن فرستاده‌ای به قلمرو چوشو فرستاد تا مردم را تشویق کند. در ۱۲ ژوئیه، او به شیمازو هیسامیتسو، ارباب سابق قلمرو ساتسوما، خبر داد که امپراتور کومی از اخراج بیگانگان راضی است. با این حال، سه روز قبل، در ۹ ژوئیه، نامه‌ای که از سوی نایب‌السلطنه‌های سابق ، کونوئه تاداهیرو و کونوئه تادافوسا، به شیمازو هیسامیتسو تحویل داده شد، داستان کاملاً متفاوتی را روایت می‌کرد. آن‌ها گفتند که این داستان که امپراتور کومه از موفقیت جناح ضد خارجی خوشحال است، دروغی ساخته و پرداخته ماکی ایزومی، سامورایی اهل قلمرو کورومه (شهر کورومه امروزی، استان فوکوئوکا)، از چهره‌های برجسته جناح سوننو جوی و سامورایی قلمرو چوشو، است.
ماکی ایزومی مرد قدرتمندی بود که به عنوان تجسم کوسونوکی ماساشیگه، فرمانده نظامی که شوگون‌سالاری کاماکورا را سرنگون کرد و برای دربار امپراتوری جنگید، مورد ستایش قرار می‌گرفت. در واقع، امپراتور کومئی از اخراج خارجی‌ها حمایت می‌کرد، اما وقتی فهمید که ماکی ایزومی و خاندان چوشو مخفیانه نه تنها برای اخراج خارجی‌ها، بلکه برای سرنگونی شوگون‌سالاری نیز نقشه می‌کشند، سوءظن عمیقی نسبت به ماکی ایزومی و خاندان چوشو پیدا کرد.هیسامیتسو با مشاهده قدرت نظامی بریتانیا، متوجه شد که بیرون راندن بربرها کار آسانی نخواهد بود و به این باور رسید که قبل از بیرون راندن بربرها، دستیابی به «اتحاد دربار امپراتوری و شوگون‌سالاری» که در آن شوگون‌سالاری ادو و دربار امپراتوری برای ایجاد یک ملت قوی با هم همکاری کنند، کاملاً ضروری است.
بنابراین در ۱۳ اوت، او به ماتسودایرا کاتاموری، ارباب قلمرو آیزو (شهر آیزوواکاماتسو امروزی، استان فوکوشیما)، که ایده‌های مشابهی داشت، نزدیک شد و پیشنهاد داد که آنها با هم برای از بین بردن وزرای شیطانی (کانشین: رعایای نقشه‌های شیطانی) همکاری کنند، زیرا ایشی (سخنان اخیر امپراتور) جعلی بود. ماتسودایرا کاتاموری بلافاصله موافقت کرد و به این ترتیب اتحاد ساتسوما-کای شکل گرفت. وقتی شاهزاده ناکاگاوا آساهیکو، که از حامیان اتحاد شوگون و شوگون‌سالاری توسط دربار امپراتوری بود، این موضوع را به امپراتور کومئی اطلاع داد، امپراتور کومئی در شامگاه هفدهم اوت نامه‌ای از فرمان (نامه‌ای از امپراتور) را خطاب به شاهزاده ناکاگاوا آساهیکو صادر کرد و در آن تصریح کرد که «آسیب ملت باید با نیروی نظامی از بین برود».

## کودتا
صبح زود روز بعد، ۱۸ ماه هشتم، شاهزاده ناکاگاوا آساهیکو اشراف را جمع کرد و گفت: «امپراتور معتقد است که اخراج بربرها زود است، اما اخیراً افرادی توسط قلمرو چوشو متقاعد شده‌اند که طوری رفتار کنند که گویی سخنان امپراتور، سخنان خود امپراتور است، در حالی که اینطور نیست. به‌طور خاص، کسانی (اعضای رادیکال ضد بربرها) مانند سانجو سانه‌تومی به زودی مورد بازجویی قرار خواهند گرفت، بنابراین برای شروع، آنها از بیرون رفتن یا ملاقات با دیگران منع خواهند شد.»
سپس، تمام دروازه‌های کاخ امپراتوری بسته شد و سربازانی از خاندان‌های ساتسوما و آیزو وارد شدند. این کودتایی توسط خاندان‌های ساتسوما و آیزو بود که از اتحاد دربار امپراتوری و شوگون‌سالاری حمایت می‌کردند تا فعالیت‌های اشراف دربار طرفدار امپراتوری و ضد خارجی را که حول خاندان چوشو متمرکز بودند، سرکوب کنند. بر اساس تاریخ وقوع آن، این کودتا «کودتای ۱۸ اوت ۱۸۶۳» یا «کودتای روز ۱۸ ماه هشتم» نامیده می‌شود.
خاندان اربابی چوشو خشمگین شد و بیش از ۲۰۰۰ سامورایی چوشو گرد هم آمدند و با پوشیدن لباس‌های سفید آمادگی خود را برای مرگ نشان دادند و به دربار امپراتوری نشان دادند که آماده رفتن به جنگ هستند.
در روز بعد، ۱۹ اوت، هفت اشراف‌زاده (بالاترین مقامات دربار امپراتوری)، از جمله اشراف‌زاده‌های جناح سوننو جوئی، سانجو سانه‌تومی، سانجو نیشی‌سوئه، شیجو تاکائوتا، هیگاشیکوزه میچیتومی، میبو موتوسا، نیشیکیکوجی یورینوری و ساوا نوبویوشی، از دربار امپراتوری اخراج شده و به قلمرو چوشو گریختند. این واقعه به عنوان هفت درباری تبعیدی （しちきょうおち）「七卿落ち」 شناخته می‌شود.
ضمناً، گروهی که اولین حضور خود را در این آشوب سیاسی تجربه کرد، میبو روشیگومی، گروهی از روشی‌ها تحت مراقبت آیزو، به رهبری سریزاوا کامو و کوندو ایسامی بود. ماتسودایرا کاتاموری از تلاش‌های آنها تقدیر کرد، نام شینسنگومی را به آنها داد و گشت‌زنی در خیابان‌های کیوتو را به آنها سپرد.
برای مدتی پس از این روز، جناحی که از یک دولت متحد امپراتوری و شوگون‌سالاری حمایت می‌کرد، به جریان اصلی تبدیل شد و قلمرو چوشو که از جناح  سوننو جوئی حمایت می‌کرد، مجبور شد دوره‌ای از صبر را تحمل کند.